# 발레다오스타주
발레다오스타주(이탈리아어: Valle d'Aosta, 프랑스어: Vallée d'Aoste 발레다오스트[*])는 이탈리아 서북쪽 끝에 있는 주이다. 면적 3,263km2, 인구 123,978(2006년 기준). 서쪽은 프랑스, 북쪽은 스위스와 국경을 접하며, 남쪽과 동쪽은 피에몬테주에 둘러싸여 있다.
알프스산맥에 둘러싸인 산악 지방으로, 프랑스 국경에 있는 몽블랑 산도 이 주에 있다. 알프스산맥을 넘어 프랑스와 스위스로 통하는 도로와 철도가 있으며, 관광업이 발달해 있다. 계곡의 약간 낮은 지대에서는 농업과 목축업도 이루어진다. 프로방스 계통의 방언을 사용하는 주민이 많으며, 지역의 특성을 인정받아 이탈리아의 다른 주보다 더 많은 자치권을 누리는 자치주의 지위를 얻었다. 공용어로는 이탈리아어 외에 프랑스어가 함께 사용된다.
면적은 3,263k㎡이고, 인구는 약 128,000명으로 이탈리아에서 가장 작고 인구 밀도가 가장 낮은 지역이다. 1945년에 해산된 아오스타주는 이탈리아에서 처음으로 지방 분할을 폐지한 지역이다. 이탈리아의 주 중에서 유일하게 도가 없는 주이며, 지방 행정 기능은 지방 정부에서 제공한다. 이 지역은 74개의 코무네로 나뉜다.

## 지리

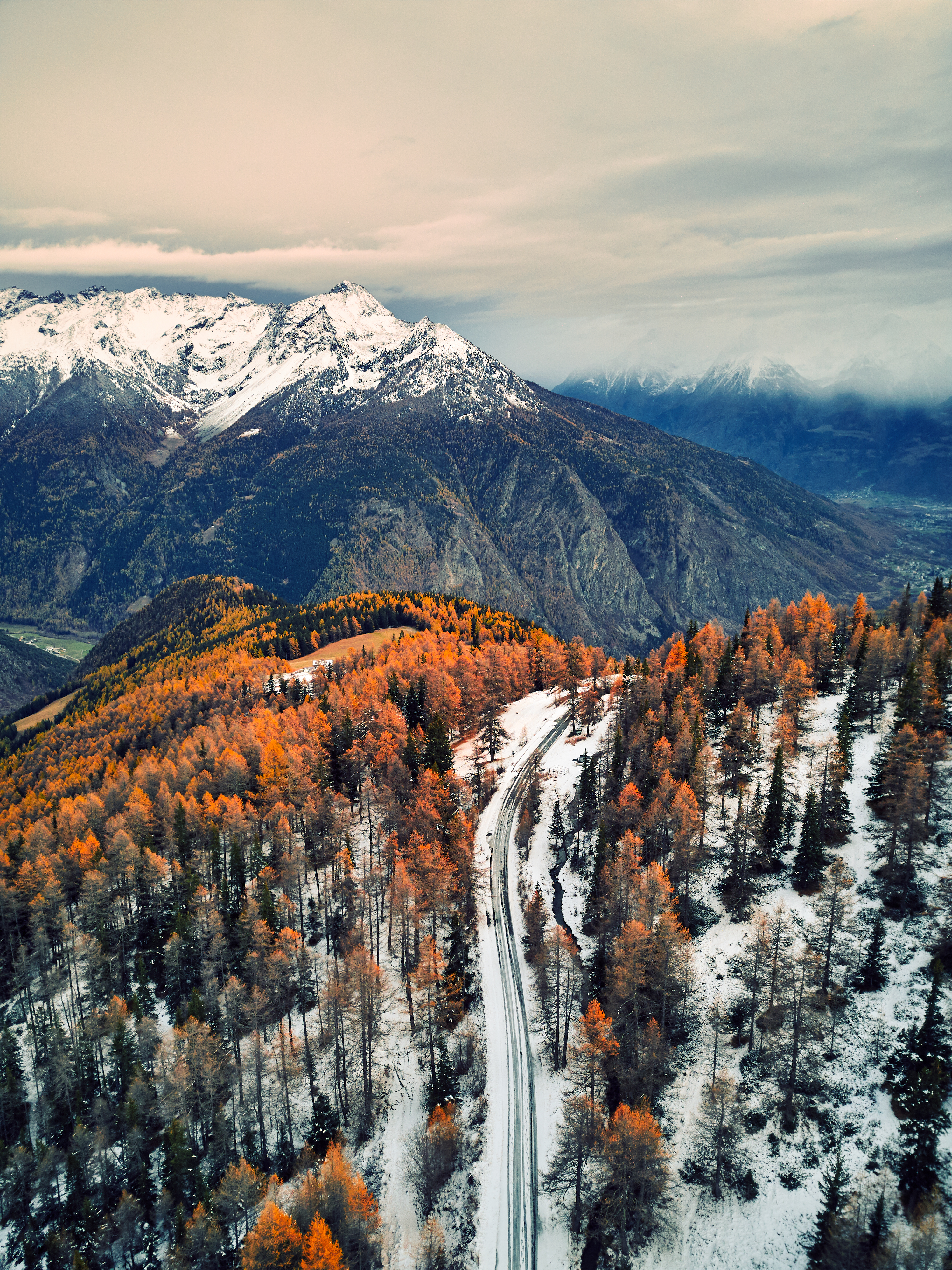
셩삐용 대피소, 발펠린에서 본 풍경

아오스타 계곡은 그것의 지류 계곡과 함께 몽블랑, 몬테로사, 그란파라디조 및 마테호른의 이탈리아 슬로프를 포함하는 알파인 계곡이다. 가장 높은 봉우리는 몽블랑(4,810m)이다. 이것은 가장 높은 지점별 이탈리아 지역 목록으로 이탈리아에서 가장 높은 지역이 된다.

### 기후
일반적으로 1,600m 이상의 계곡은 매년 한랭한 대륙성 기후(Dfc)를 나타낸다. 이 기후에서 눈 시즌은 가장 긴 곳에서 8개월 또는 9개월 정도로 매우 길다. 여름에는 거의 매일 안개가 발생한다. 이 지역은 서부 알프스에서 가장 습하다. 1월의 온도는 -7°C~-3°C로 낮고 7월의 온도는 20°C~35°C이다. 이 지역에는 서부 알프스에서 가장 추운 도시인 렘노트르담 마을이 있으며, 겨울 평균 기온은 약 -7 °C이다.
2,000~3,500m 사이의 지역은 일반적으로 툰드라 기후(ET)를 가지며, 여기에서 매월 평균 기온은 10°C 미만이다. 이 기후는 여름 평균은 낮지만, 겨울은 온화하며, 때로는 –3°C 이상, 특히 호수 근처에서 더 심각한 한랭 해양성 기후일 수 있다. 겨울 평균. 3,400m 높이의 로사 고원의 평균 기온은 1월에 –11.6°C이고, 7월에 1.4°C이다. 기후를 확인할 수 있는 이탈리아에서 가장 추운 곳이다.
과거에는 3,500m 이상에서 모든 달의 평균 기온이 영하 이하였으며, 영구 서리 기후(EF)가 있었다. 최근 몇년 동안 기온이 상승했지만. 예를 들어 로사 고원에 대한 데이터를 참조.

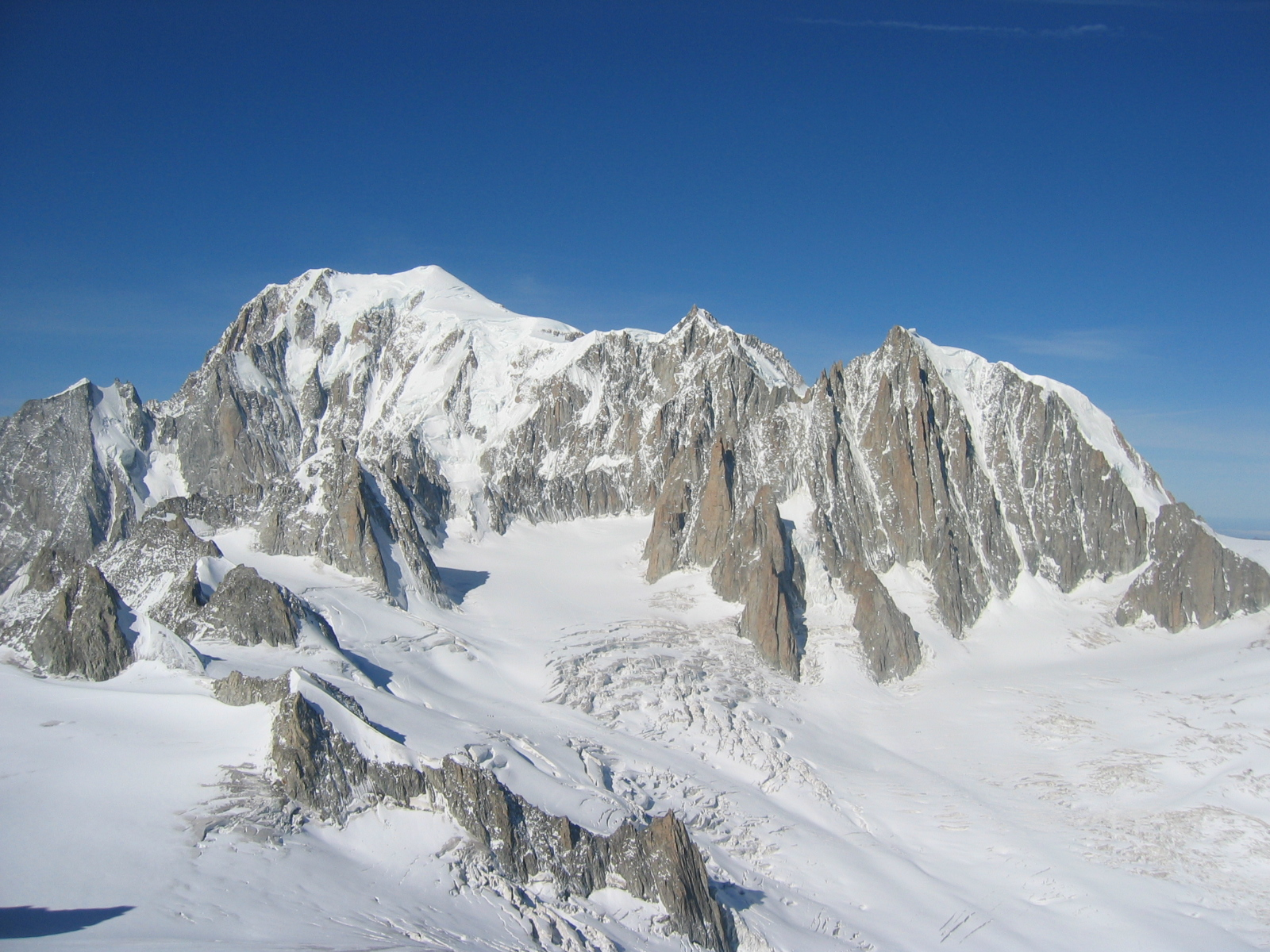
몽블랑
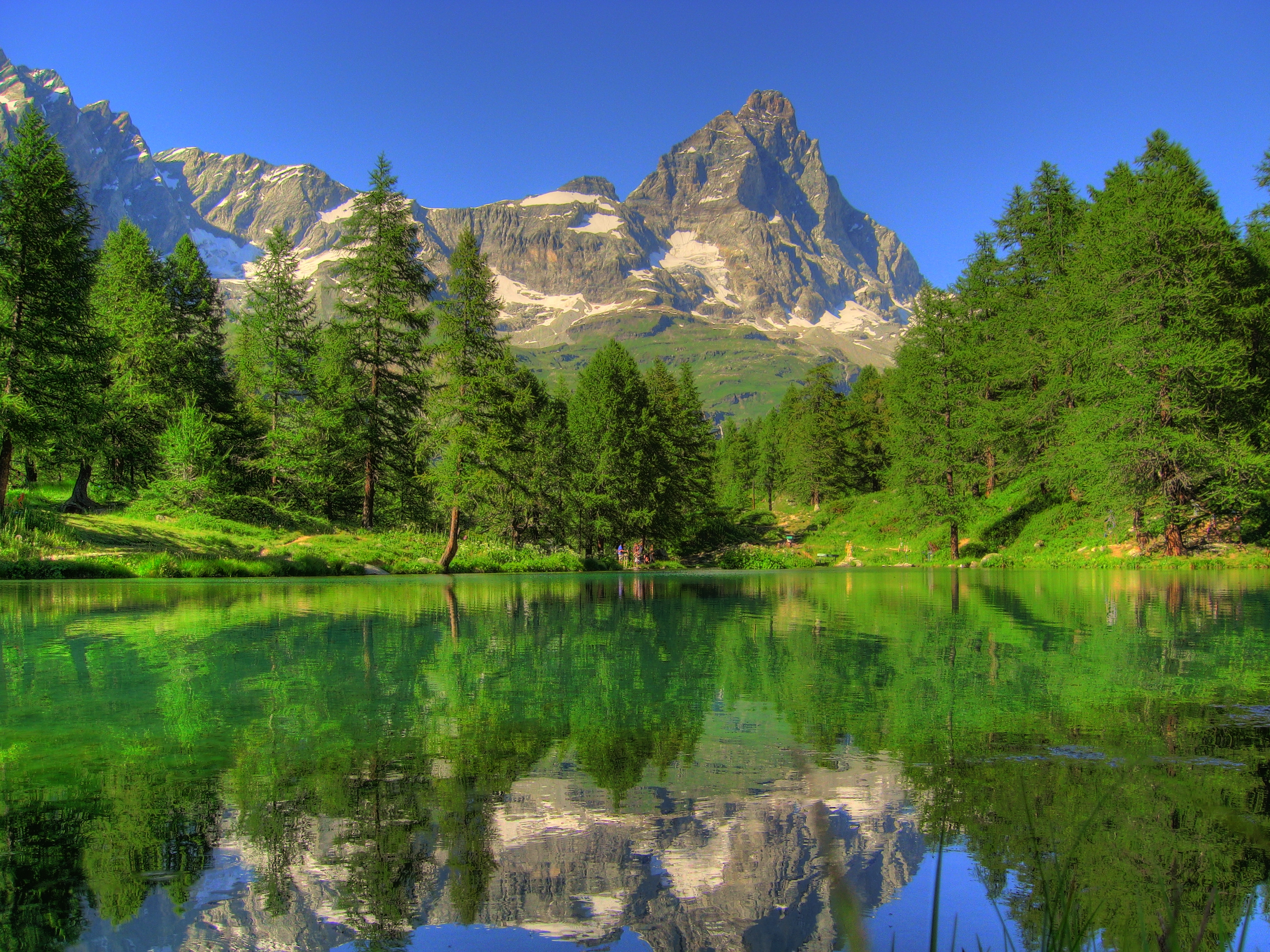
파란 호수[4]와 마테호른
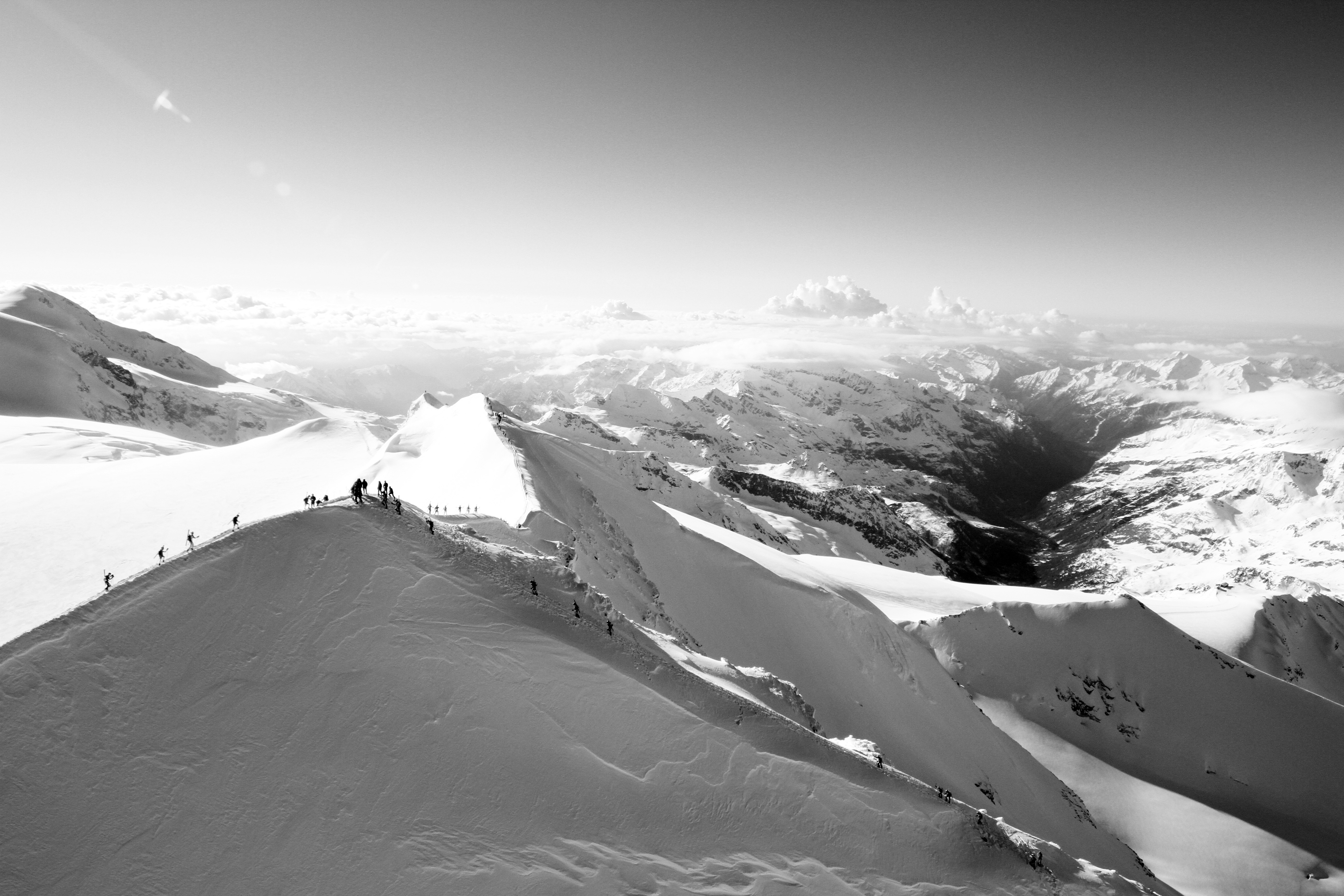
카스토르산

## 역사

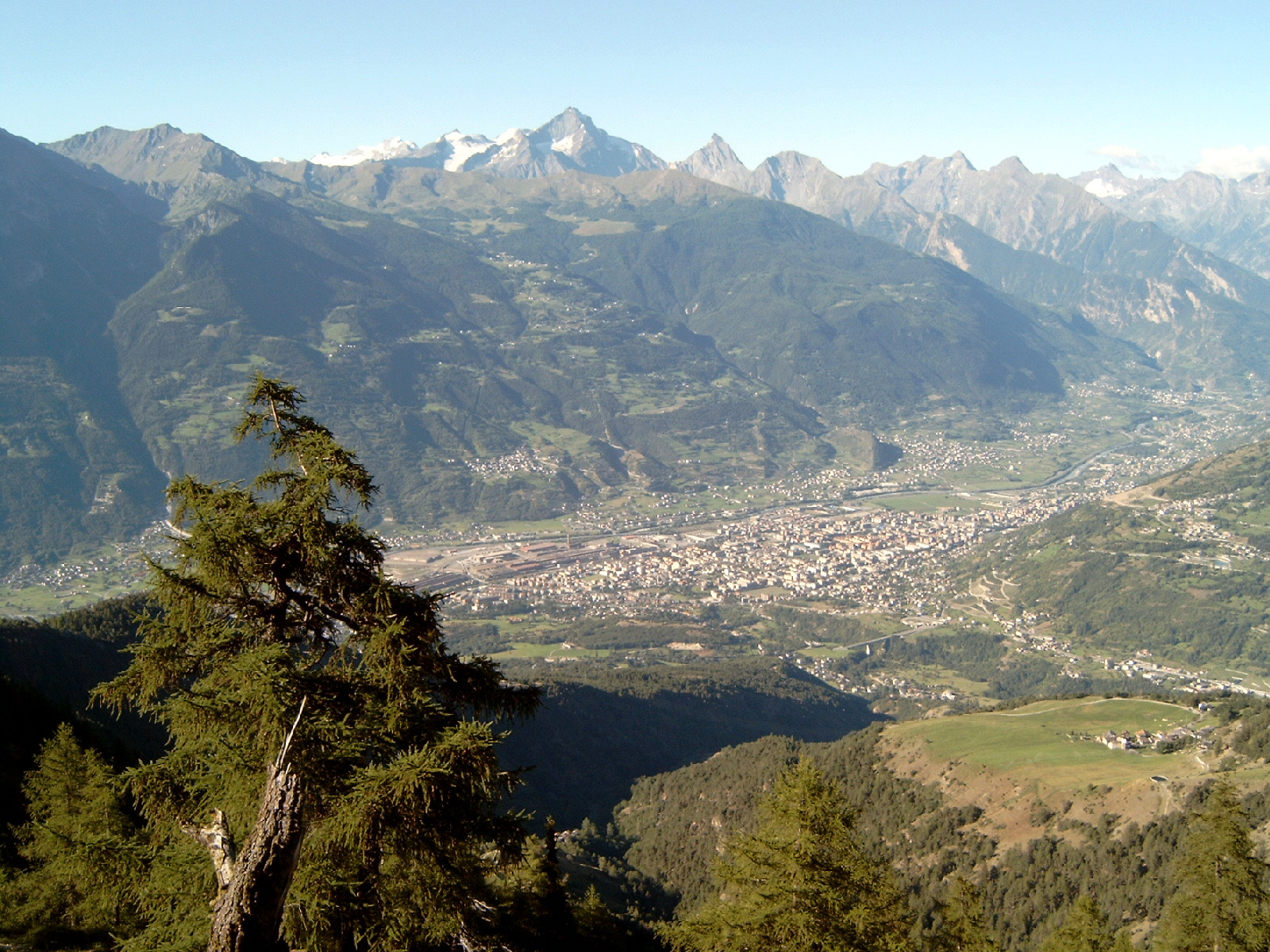
아오스타의 풍경

아오스타 계곡의 최초 거주자는 켈트족과 리구리아족이었고, 이들의 언어 유산은 일부 지역 지명에 남아 있다. 로마는 기원전 25년경에 지역 살라시에서 이 지역을 정복하고 전략적 산길을 확보하기 위해 Augusta Prætoria Salassorum(현대의 아오스타)을 설립했으며, 계속 해서 산을 가로지르는 다리와 도로를 건설했다. 따라서 ‘발레다오스타’(Valle d'Aosta)라는 이름은 문자 그대로 ‘아우구스투스의 계곡’을 의미한다.
1031~1032년 사보이 가문의 설립자인 사보이의 훔베르트 1세는 프랑코니아 가문의 콘라트 2세 황제로부터 아오스타 백작이라는 칭호를 받고 바르드에 지휘 요새를 건설했다. 캔터베리의 성 안젤름은 1033년 또는 1034년에 아오스타에서 태어났다. 그 지역은 견고한 요새로 나뉘어져 있었다. 1191년, 사보이아의 토마스 1세는 아오스타를 피에몬테와 더 가깝게 묶기 위해 1770년까지 강력하게 거부했던 권리인 자치권을 보존하는 자유 헌장을 공동체에 부여할 필요가 있다고 생각했다. 13세기 중반, 황제 프리드리히 2세는 아오스타 백국을 공국(아오스타 공작 참조)으로 승격시켰고, 사자가 뒷발로 서 있는 문장은 1870년 이탈리아가 통일될 때까지 사보이아의 문장이 되었다.
이 지역은 1539년부터 1563년까지, 나중에 1691년에 이어 1704년과 1706년 사이에 프랑스가 점령한 것을 제외하고는 사보이 땅의 일부로 남아 있었다. 또한 1800년에서 1814년 사이에 제1제 프랑스 제국의 통치를 받았다. 프랑스 통치 기간 동안 이 지역은 두아르(Doire) 데파르트망의 아오스테 아롱디스망의 일부였다. 사르데냐 왕국의 일부로서 1861년에 새로운 이탈리아 왕국에 합류했다.
프랑스군은 제2차 세계 대전이 끝날 때 잠시 이 지역을 장악했지만, 영국과 미국의 압력으로 철수했다. 이 지역은 제2차 세계 대전이 끝난 후 특별한 자치 지위를 얻었다. 아오스타주는 1945년에 사라졌다.

## 인구통계
아오스타 계곡의 인구 밀도는 이탈리아 지역 중 단연 가장 낮다. 2008년에 이 지역에 등록된 인구는 k㎡당 38.9 명인 반면 전국 평균은 198.8명이다. 그러나 이 지역에는 거주할 수 없는 산과 빙하가 많고 인구의 상당 부분이 중앙 계곡에 거주하고 있다. 지류 계곡으로부터의 이주는 이제 농업과 관광 개발을 위한 관대한 지역 지원으로 인해 발생했다.
1976년 이후 마이너스 자연 인구 증가는 이민으로 상쇄되었다. 이 지역은 이탈리아에서 출생률이 가장 낮은 지역 중 하나이며, 평균 연령이 증가하고 있다. 이 또한 이 지역에 도착하는 대부분의 이민자들이 관광 산업에 종사하는 젊은 사람들이기 때문에 이민에 의해 부분적으로 보상된다. 1991년과 2001년 사이에 아오스타 계곡의 인구는 3.1% 증가했으며, 이는 이탈리아 지역 중 가장 높은 증가율이다. 자연 인구 증가가 음수인 경우 이는 순이동 양수 때문이다. 2001년과 2011년 사이에 아오스타 계곡의 인구는 7.07% 더 증가했다. 2006년 현재 이탈리아 국립 통계 연구소(ISTAT)는 4,976명의 외국 태생 이민자가 아오스타 계곡에 거주하고 있으며, 이는 전체 지역 인구의 4.0%에 해당하는 수치이다.
발도탕 인구와 그들의 언어 방언은 일부 사회학적 연구의 주제였다.

## 문화

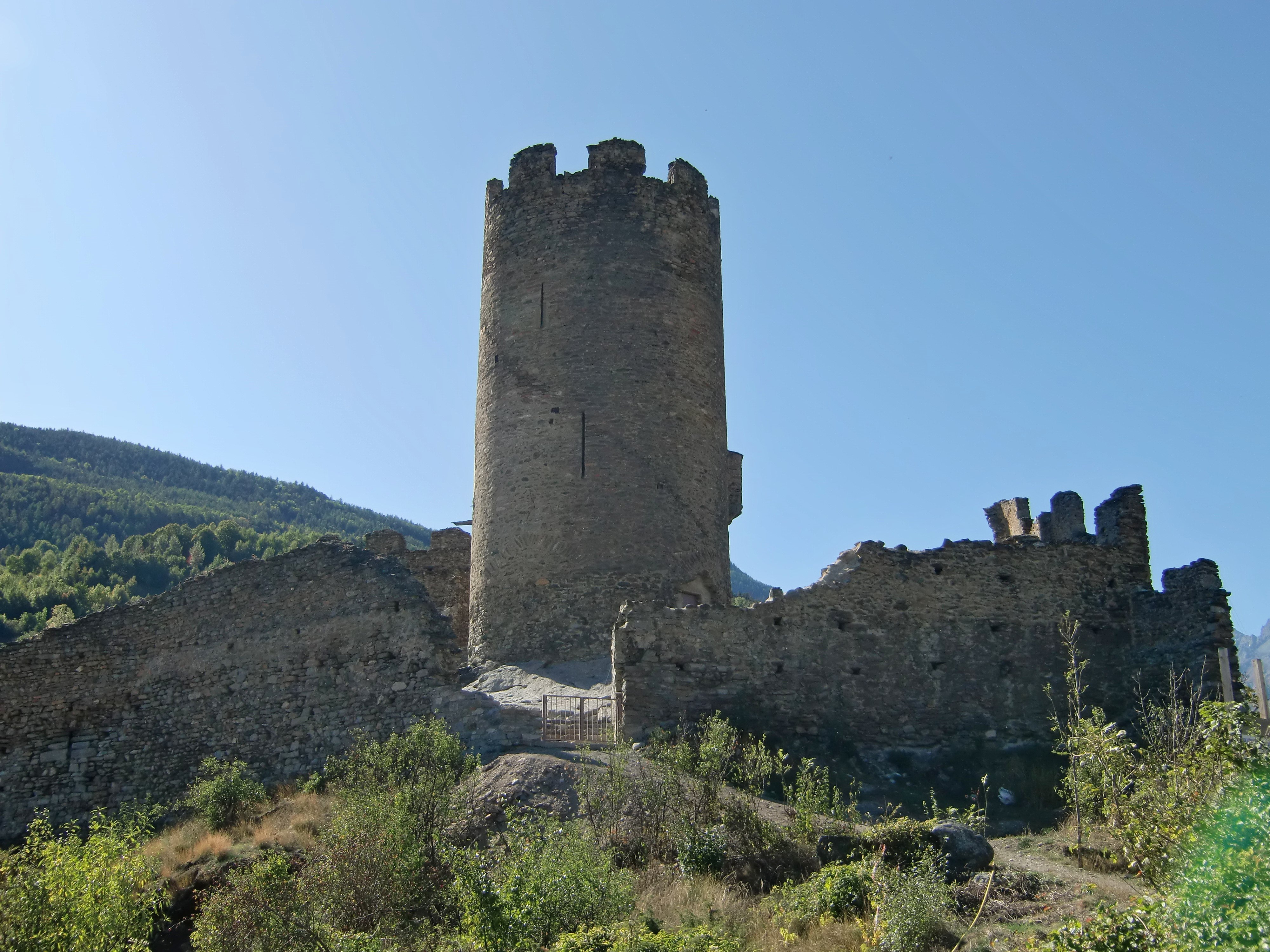
아르장성

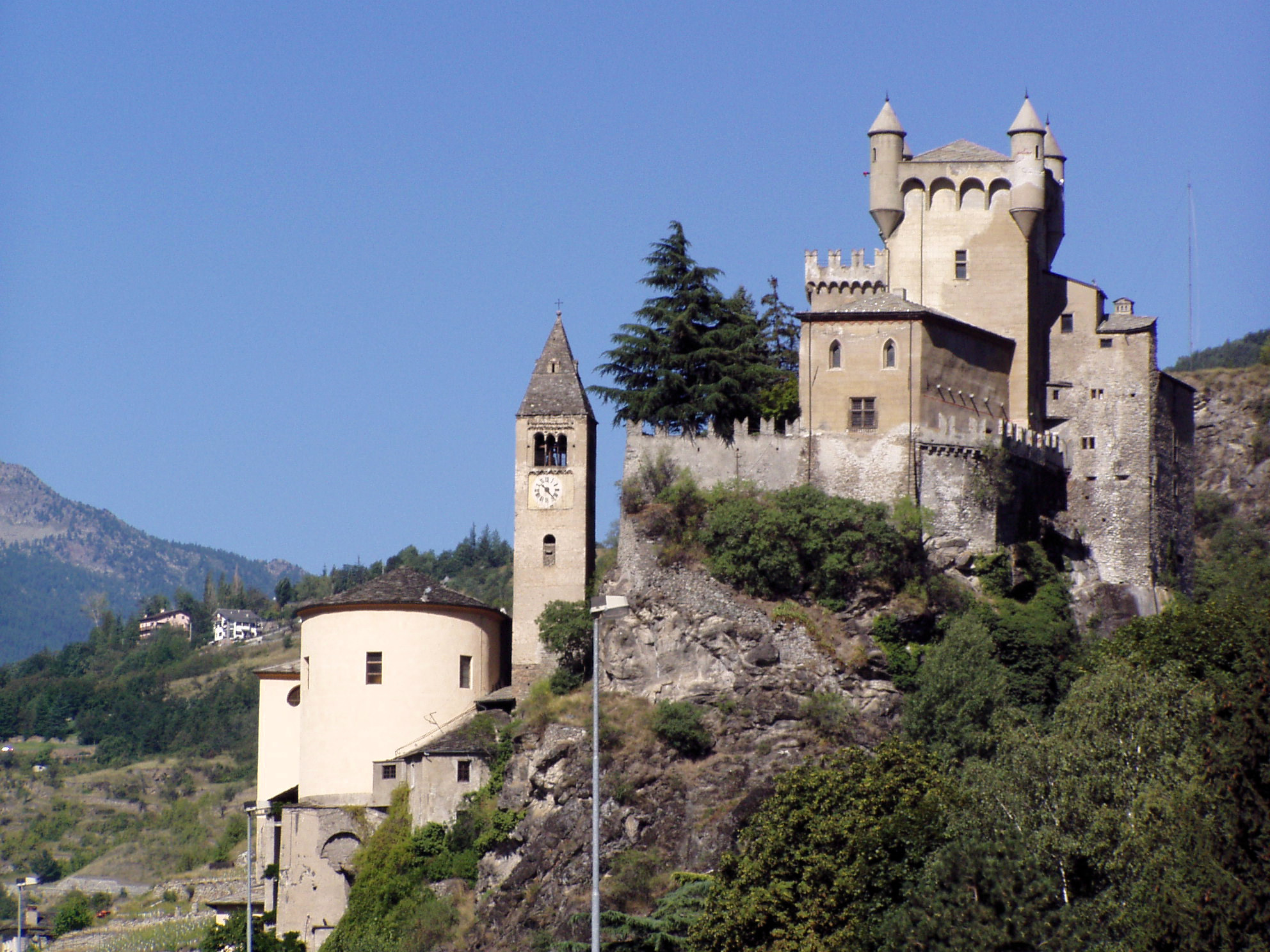
생피에르성.

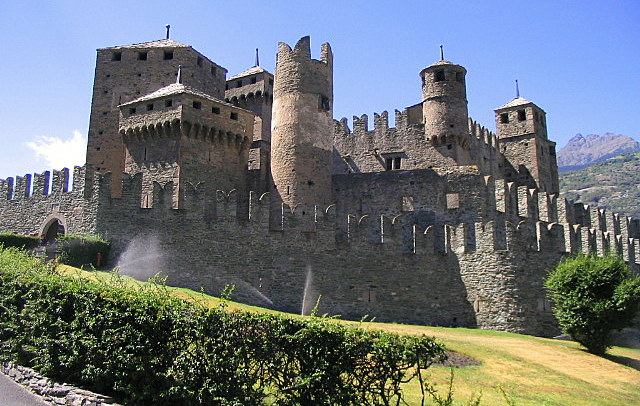
페니성, 13세기

### 언어
아오스타 계곡은 프랑스보다 3년 앞선 1536년에 현대 프랑스어를 공식 언어로 채택한 최초의 정부 기관이었다.
1946년 이후 이탈리아어와 프랑스어가 이 지역의 공식 언어이며, 지방 정부의 법령과 법률에 사용되지만, 이탈리아어는 일상생활에서 훨씬 더 널리 사용되고, 프랑스어는 문화생활에서 주로 사용된다. 교육은 프랑스어와 이탈리아어로 균등하게 진행되며, 아오스타 계곡에서 학교를 다니는 사람이라면 누구나 프랑스어를 중상급 수준으로 구사할 수 있다.
patoué valdotèn 또는 간단히 patoué (프랑스어로 파투아 발도탕 patois valdôtain)로 알려진 지역 언어는 프랑코-프로방스어 방언 변종이다. 2001년 에밀 샤누 재단에서 실시한 사회언어학적 조사에 따르면 인구의 약 58%인 68,000명의 거주자가 모국어 및 제2언어로 사용한다.
설문조사에 따르면 응답자의 77.29%가 이탈리아어를 모국어로 사용하고, 프랑코-프로방스어를 17.91%, 프랑스어를 1.25% 사용하는 것으로 나타났다. 리스 계곡의 Gressoney-Saint-Jean, Gressoney-La-Trinité 및 Issime 마을의 주민들은 각각 발저 독일어, 티시 및 퇴이추 두 가지 방언을 사용한다. 설문조사에 따르면 이 세 마을에서 207명(17.78%)이 발저 독일어를 모국어로 사용했다. 그럼에도 불구하고 인구의 56.38%에게 알려져 있다.
| 아오스타 계곡의 모국어 (2001) | 아오스타 계곡의 모국어 (2001) | 아오스타 계곡의 모국어 (2001) | 아오스타 계곡의 모국어 (2001) | 아오스타 계곡의 모국어 (2001) |
| ----------------------------- | ----------------------------- | ----------------------------- | ----------------------------- | ----------------------------- |
|                               |                               |                               |                               |                               |
| 이탈리아어                    | 이탈리아어                    |                               | 77.29%                        | 77.29%                        |
| 발도탕 (프랑코-프로방스어)    | 발도탕 (프랑코-프로방스어)    |                               | 17.91%                        | 17.91%                        |
| 아오스타 프랑스어             | 아오스타 프랑스어             |                               | 1.25%                         | 1.25%                         |
| 기타 언어                     | 기타 언어                     |                               | 4.95%                         | 4.95%                         |

| 인구별 언어 (2001)         | 인구별 언어 (2001)         | 인구별 언어 (2001) | 인구별 언어 (2001) | 인구별 언어 (2001) |
| -------------------------- | -------------------------- | ------------------ | ------------------ | ------------------ |
|                            |                            |                    |                    |                    |
| 이탈리아어                 | 이탈리아어                 |                    | 96.01%             | 96.01%             |
| 아오스타 프랑스어          | 아오스타 프랑스어          |                    | 75.41%             | 75.41%             |
| 발도탕 (프랑크-프로방스어) | 발도탕 (프랑크-프로방스어) |                    | 55.77%             | 55.77%             |
| 3개 언어 모두              | 3개 언어 모두              |                    | 50.53%             | 50.53%             |

## 문화

### 성
아르장성(Châtel-Argent), 생피에르성, 페니성, 이소뉴성, 위셀성, 사르성, 클리성, 베레성, 샤텔라르성 등 아오스타 계곡에는 수많은 중세 성과 요새화된 가옥이 있다. 그레소니 생장에 있는 사보이성은 19세기에 착상되어 1904년에 완공되었다. 1990년부터 사보이성 고산 식물원이 있는 곳이기도 하다.

### 요리
아오스타 계곡의 요리는 단순함이 특징이며, 감자, 치즈와 고기, 호밀빵, 폴렌타와 같은 ‘강력한’ 재료를 중심으로 이루어진다. 많은 요리에는 계곡에서 생산한 젖소 우유로 만든 PDO 상태의 치즈인 폰티나가 포함된다.
그것은 발펠린 수프(à la vâpeuleunèntse)와 같은 요리에서 발견된다. 이 지역에서 생산되는 다른 치즈로는 토마 치즈와 세라스가 있다. 발레다오스타 치즈은 15세기부터 현지에서 생산되었으며, PDO 지위도 가지고 있다.
폰티나 외에 지역 특산품으로는 모체타(건조 샤무아 고기), 발레다오스타 라르 다르나(PDO 지정을 가진 경화 및 염지 지방 제품), 발레다오스타 잠본 드 보세(일종의 햄, 마찬가지로 PDO 지정), 호밀과 꿀로 만든 검은 빵이 있다.
주목할만한 요리로는 같은 이름의 벨기에 요리와 유사한 카르보나드, 양파와 함께 요리한 소금에 절인 쇠고기와 폴렌타와 함께 제공되는 레드와인이 있다. 코스텔레트라고 하는 빵가루 입힌 송아지 커틀릿; 투튼(teuteuns), 소금에 절인 소의 젖을 삶아 얇게 썬 것. 그리고 크루통을 곁들인 스테이크인 발도탱 스테이크, 햄, 녹인 치즈를 곁들인 스테이크가 있다.

### 와인 재배
주목할만한 와인은 모르젝스의 화이트와인 2종(블랑 드 모르젝스와 드 라 살르 및 쇼들린), 아르비에의 레드와인 블렌드(Enfer d'Arvier) 및 가메의 1종이다.

## 갤러리

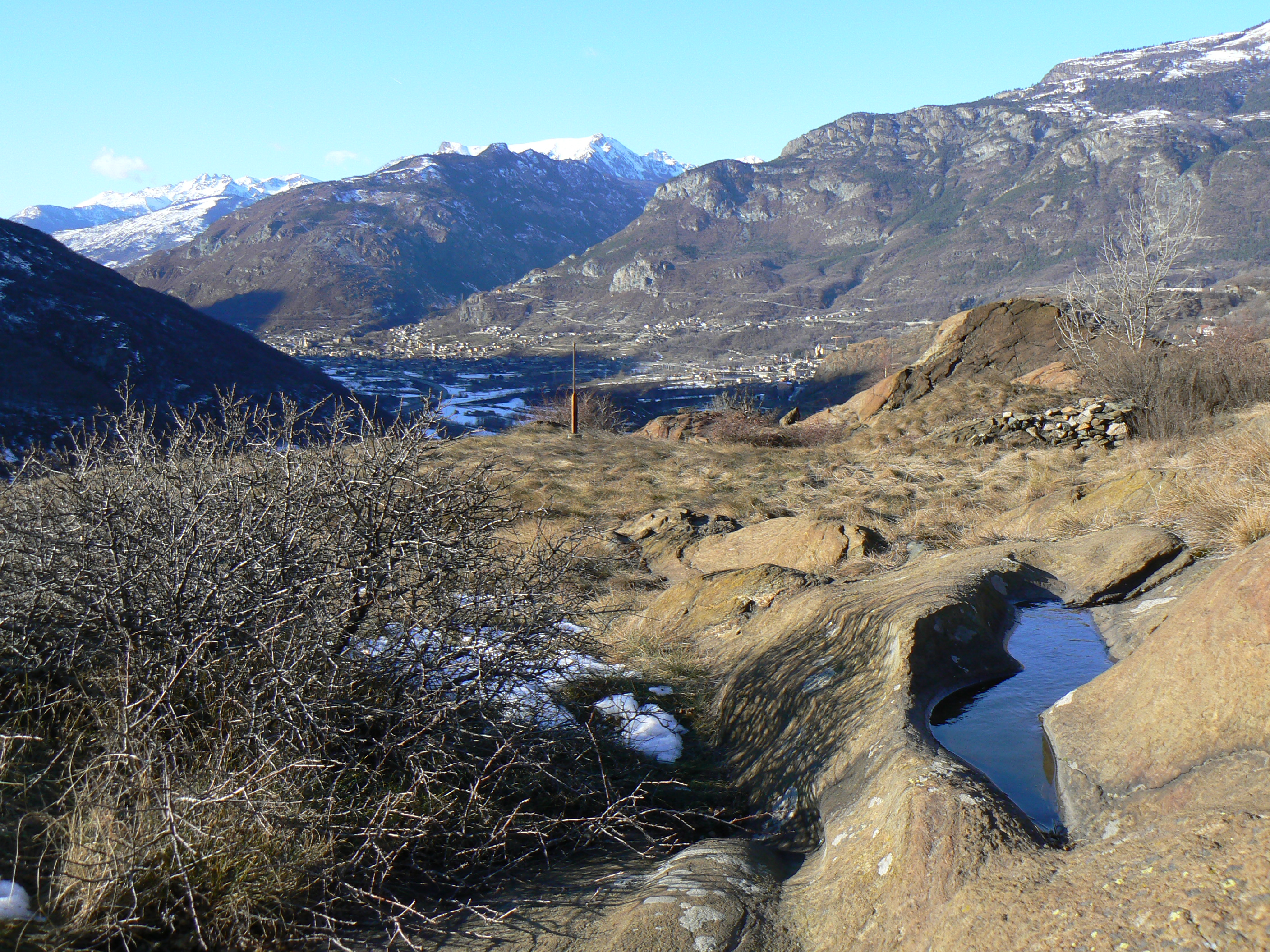
암각화가 풍부한 몽조베의 체날성 근처의 선사시대 유적
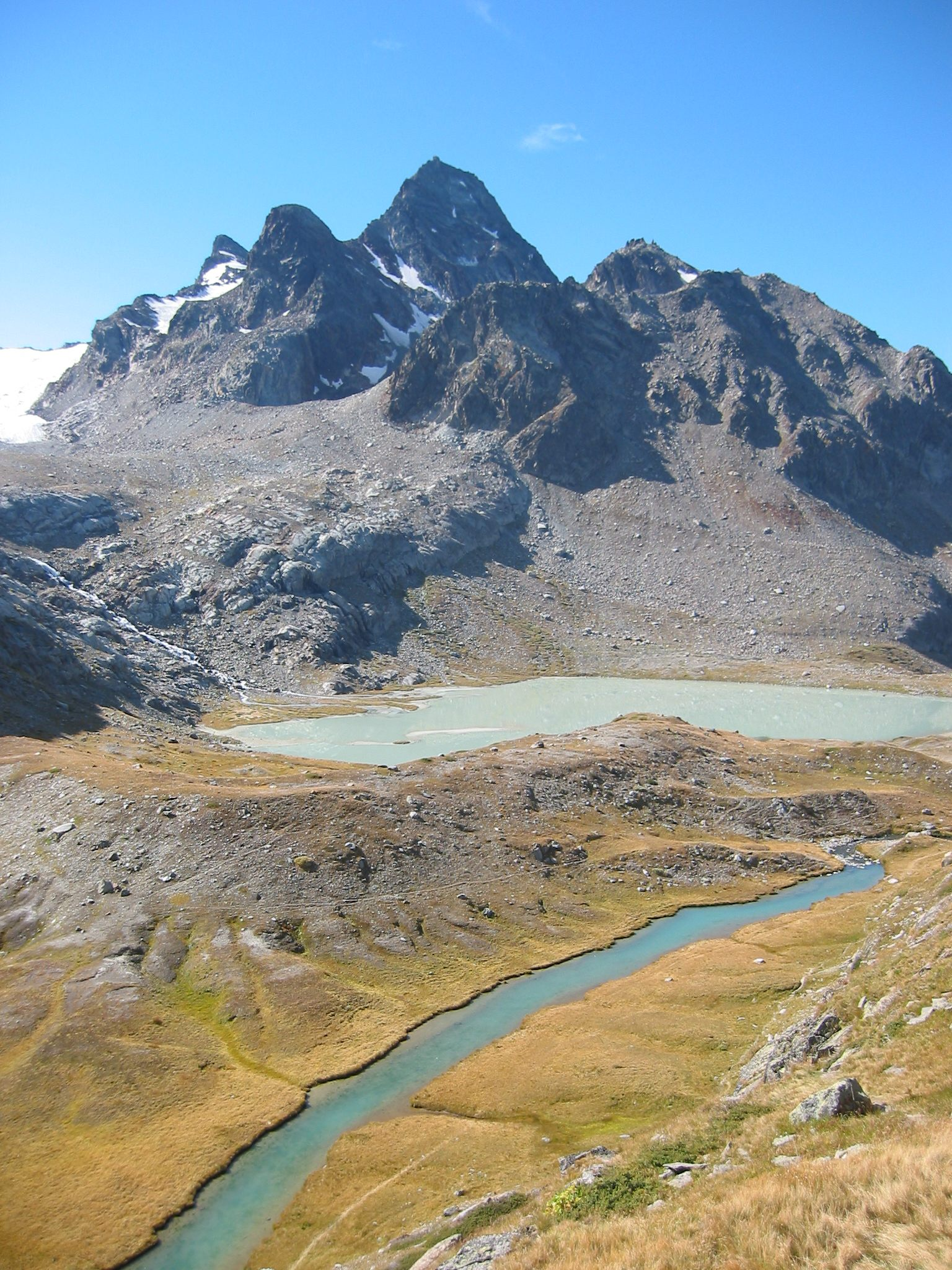
앨버트 데페예스 대피소, 라 투일레에서 바라본 풍경
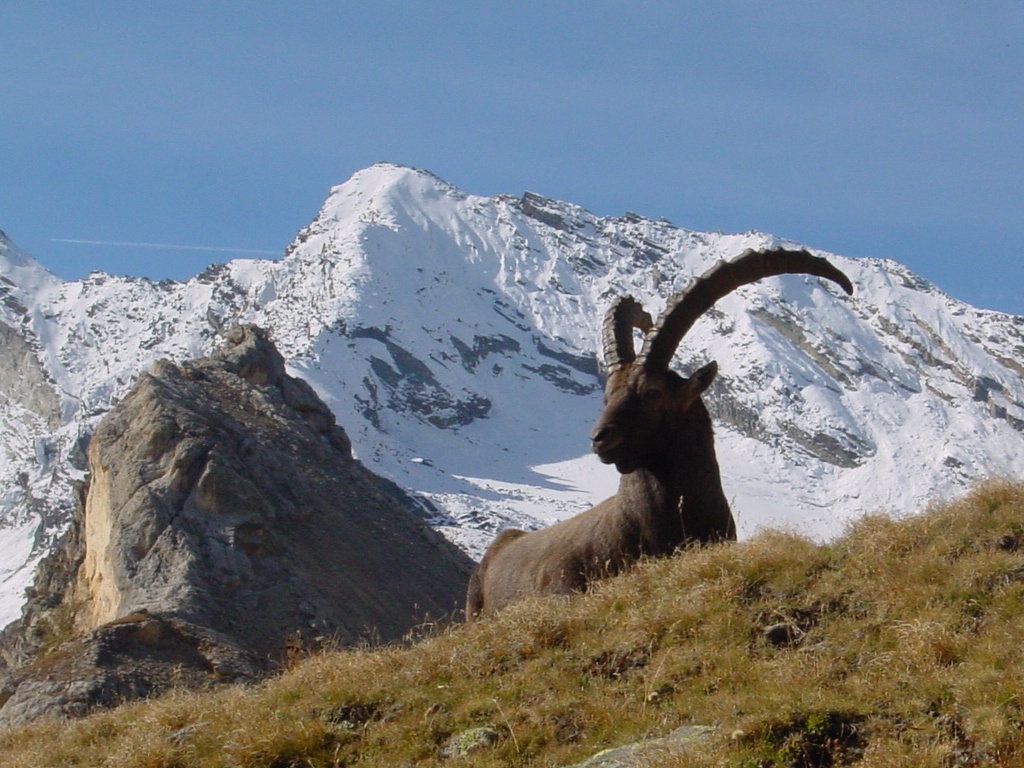
그란파라디조 국립공원의 숫 산양
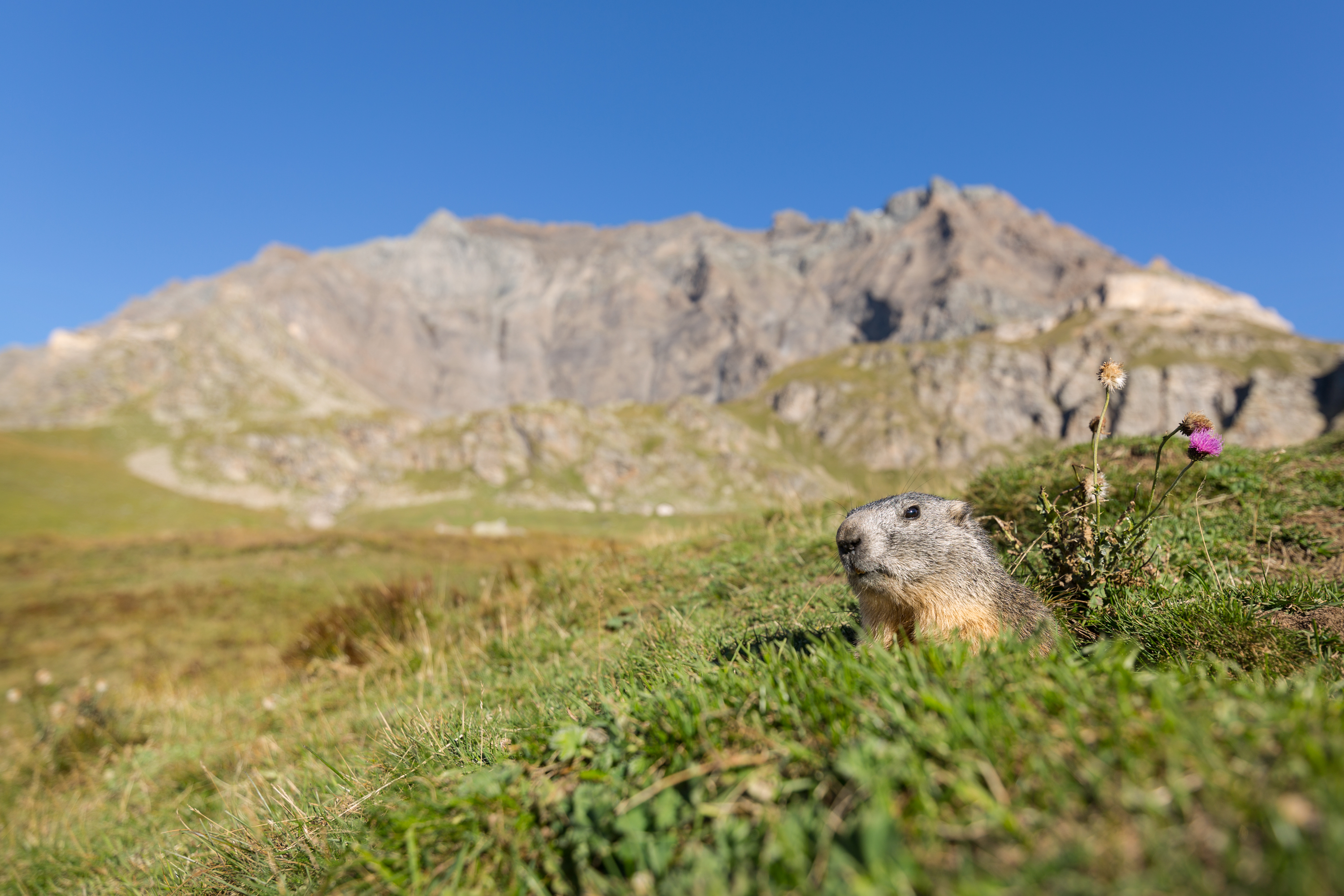
그란파라디조 국립공원의 마멋

## 같이 보기
- 몽블랑산
- 몽블랑 터널